# Акжол (Шетський район)
Акжо́л (каз. Ақжол) — село у складі Шетського району Карагандинської області Казахстану. Входить до складу Коктенкольського сільського округу.
Населення — 37 осіб (2021; 57 у 2009, 100 у 1999, 129 у 1989).
Національний склад станом на 1989 рік:
- росіяни — 26 %;
- казахи — 20 %.

У радянські часи село називалось також Ферма № 5, станом на 1989 рік мало назву — Цілинний, до 2018 року називалось Цілинне.